# Czat (album)
Czat – czwarta płyta zespołu Hurt. Autorem większości muzyki jest gitarzysta zespołu Sid Motkowic. W sesjach nagraniowych biorą udział gościnny zaprzyjaźnieni z zespołem muzycy: Wojtek Karel, Andrzej Markowski „Gienia” i Patrycja Hefczyńska. Realizacją nagrań zajął się Marcin Bors. Ukazało się pięć singli promujących płytę: „Mary czary”, „Załoga G”, „Pogoda dla ciebie”, "Sam sama sami" i "Na dysku C i D". „Załoga G” został ogólnopolskim przebojem, już po 3 tygodniach obecności na „Liście Trójki” piosenka znalazła na pierwszym miejscu. Projekt graficzny płyty wykonał Bartek Iwański.

## Lista utworów
1. Ważne jest
2. Mary czary
3. Załoga G
4. Pogoda dla ciebie
5. Czat
6. Eurodolar
7. Link
8. Gamebox
9. Sam sama sami
10. Pesel
11. Na dysku C i D
12. Mary czary (bonus video)